# Galtoni

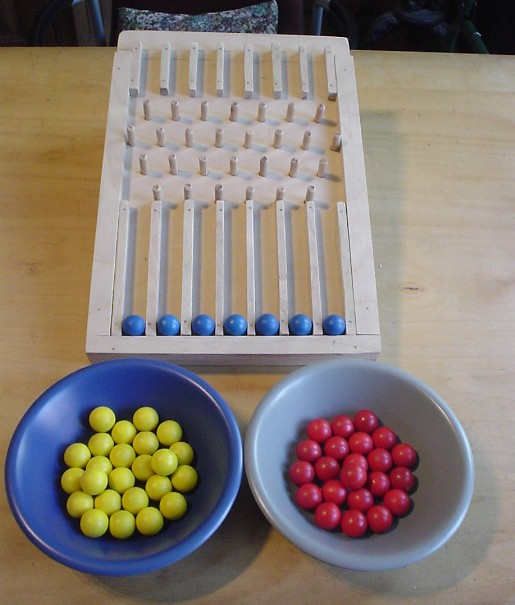
Prototyp des Brettspiels Galtoni

Das Brettspiel Galtoni ist eine Kombination des Galtonbretts und des Zwei-Personen-Spiels, bei dem vier Steine der eigenen Farbe in Reihe zu bringen sind (Vier gewinnt). Galtoni wurde im Herbst 2012 vom Jenaer Mathematiker Ingo Althöfer entwickelt.
2020 hat der Spieleverlag Gerhards Spiel und Design, der auch eine Holzmanufaktur ist, das Spiel in sein Programm aufgenommen.

## Regeln des Basisspiels
Das Spielbrett ist ein schräg gestelltes Holzbrett, in dem oben eingeworfene Murmeln durch ein Labyrinth klackern und unten in Fächer fallen. Es gibt oben sieben mögliche Einwurfstellen und unten sieben nebeneinander angeordnete Fächer. In jedes Fach passen sechs Murmeln übereinander.
Für jeden Spieler gibt es 21 Murmeln in seiner Farbe. Die Spieler werfen abwechselnd je eine Murmel ihrer Farbe oben ein. Die Hindernisse im Labyrinth sorgen dafür, dass man nur in ungefähr vorhersagen kann, in welchem Fach eine eingeworfene Murmel landet.
Es gewinnt der Spieler, der zuerst in den Fächern vier seiner Murmeln in einer Reihe hat, entweder waagerecht oder senkrecht oder diagonal. Wer zuerst eine solche Viererkette bemerkt und dieses mitteilt, ist Sieger. Hat ein Spieler eine Viererkette und bemerkt es nicht, geht das Spiel weiter. Zuschauer sollen in dieser Frage nicht eingreifen.
Es kann passieren, dass nach dem Einwerfen aller Kugeln kein Spieler eine Viererkette erreicht hat. Dann endet die Partie als Unentschieden, was aber nur sehr selten passiert.

## Varianten für zwei oder drei Spieler
- Alle Murmeln kommen in einen blickdichten Beutel. Der Spieler am Zug zieht eine Murmel aus dem Beutel und muss sie einwerfen, egal welche Farbe sie hat. In dieser Variante können auch einige Joker-Murmeln in anderer Farbe eingesetzt werden, die für jede Farbe zählen.
- Die Version mit den Murmeln im Beutel kann auch mit drei Spielern gespielt werden. Die Siegbedingung bleibt die gleiche. Statt 2 mal 21 Murmeln gibt es hierbei 3 mal 14 Murmeln (und eventuell Joker-Murmeln).